# Colobothea pictilis
Colobothea pictilis es una especie de escarabajo longicornio del género Colobothea, categorizada en la tribu Colobotheini, de la subfamilia Lamiinae. Fue descrita por Bates en 1865.

## Descripción
Mide 7,42-9,54 mm de longitud.

## Distribución
Se distribuye por Bolivia, Brasil, Ecuador, Guyana, Guayana Francesa, Perú y Venezuela.